# Светлый сельсовет
Светлый сельсовет — сельское поселение в Сакмарском районе Оренбургской области Российской Федерации.
Административный центр — посёлок Светлый.

## История
Статус и границы сельского поселения установлены Законом Оренбургской области от 2 сентября 2004 года № 1424/211-III-ОЗ «О наделении муниципальных образований Оренбургской области статусом муниципального района, городского округа, городского поселения, установлении и изменении границ муниципальных образований».

## Население
| 2010  | 2012  | 2013  | 2014  | 2015  | 2016  | 2017  |
| ----- | ----- | ----- | ----- | ----- | ----- | ----- |
| 2813  | ↘2743 | ↘2732 | ↗3319 | ↘3266 | ↘3194 | ↘3171 |
| 2018  | 2019  | 2020  | 2021  |       |       |       |
| ↘3146 | ↘3100 | ↘3048 | ↘2999 |       |       |       |

## Состав сельского поселения
| № | Населённый пункт | Тип населённого пункта          | Население |
| - | ---------------- | ------------------------------- | --------- |
| 1 | Орловка          | село                            | 448       |
| 2 | Первенец         | посёлок                         | 74        |
| 3 | Роза Люксембург  | село                            | 28        |
| 4 | Светлый          | посёлок, административный центр | 2171      |
| 5 | Северный         | посёлок                         | 120       |
| 6 | Соколовское      | село                            | 65        |
| 7 | Чапаевское       | село                            | 421       |